# Raivuna despecta
Raivuna despecta är en insektsart som först beskrevs av Walker 1851.  Raivuna despecta ingår i släktet Raivuna och familjen Dictyopharidae. Inga underarter finns listade i Catalogue of Life.